# 中华小公鱼
中华小公鱼（学名：Stolephorus chinensis）为鳀科小公鱼屬的鱼类，分布於西太平洋區，包括中國、香港、台灣、馬來西亞、柬埔寨、新加坡、泰國、越南等海域棲息深度可達50公尺，本魚上頜突出，達到前鰓蓋，腹鰭沒有達到背鰭起點，臀鰭短，體長可達9公分，臀鰭軟條18-20枚，棲息在沿海，喜群游。